# Cemal Tural
A. Cemal Tural (* 1905 in Erzincan, Provinz Erzincan; † 17. Dezember 1981 in Istanbul) war ein türkischer General, der zuletzt von 1966 bis 1969 Chef des Generalstabes (Genelkurmay Başkanı) der türkischen Streitkräfte (Türk Silahlı Kuvvetleri) war.

## Leben
Nach dem Besuch der Kuleli-Kadettenanstalt trat Tural 1923 in die Militärschule (Harp Okulu) ein, die er 1925 im Rang eines Unterleutnants verließ. Im Anschluss diente er in der Garde der Großen Nationalversammlung der Türkei, ehe er 1930 Absolvent der Militärakademie (Harp Akademisi) wurde. Nach deren Abschluss diente er in den folgenden mehr als zwanzig Jahren als Offizier und Stabsoffizier in verschiedenen Militäreinheiten.
1954 wurde Tural zum Brigadegeneral befördert und war zunächst stellvertretender Kommandeur der 57. Division sowie danach Chef der Personalabteilung der 1. Armee. Nach seiner Beförderung zum Generalmajor 1956 war er erst stellvertretender Chef der Operationsabteilung des Generalstabes, dann stellvertretender Chef für Planung und Operation des Generalstabes sowie zuletzt Kommandeur der 66. Division.
Nachdem Tural 1959 zum Generalleutnant befördert worden war, fungierte er zunächst als Kommandierender General des II. Korps sowie anschließend als Kommandierender General des VII. Korps, ehe er stellvertretender Oberbefehlshaber der 1. Armee war.
Am 1. August 1960 wurde er Nachfolger von General Muzaffer Alankuş als Oberbefehlshaber der 1. Armee und als solcher 1961 zum General befördert. 1964 folgte er nach einer zwischenzeitlichen einjährigen anderen Verwendung General Refik Tulga als Oberbefehlshaber der 2. Armee und war danach als Nachfolger von General Mehmet Ali Keskiner vom 22. August 1964 bis zu seiner Ablösung durch General Ahmet Refik Yılmaz am 16. März 1966 Oberkommandierender der Landstreitkräfte (Türk Kara Kuvvetleri).
Am 16. März 1966 übernahm Tural als Nachfolger von General Cevdet Sunay, der Staatspräsident wurde, das Amt des Chefs des Generalstabes der Streitkräfte. Am 16. März 1969 wurde er von seiner Aufgabe als Generalstabschef entbunden und vom bisherigen Oberkommandierenden der Landstreitkräfte, General Memduh Tağmaç, abgelöst. Stattdessen wurde er Mitglied des Obersten Militärrates, ehe er am 16. August 1969 in den Ruhestand verabschiedet wurde.
Nach seinem Tode wurde er auf dem Friedhof Zincirlikuyu bestattet.